# Die Liebe und der Co-Pilot
Die Liebe und der Co-Pilot ist eine deutsche Filmkomödie von Richard Groschopp aus dem Jahr 1961, die von der DEFA produziert wurde.

## Handlung

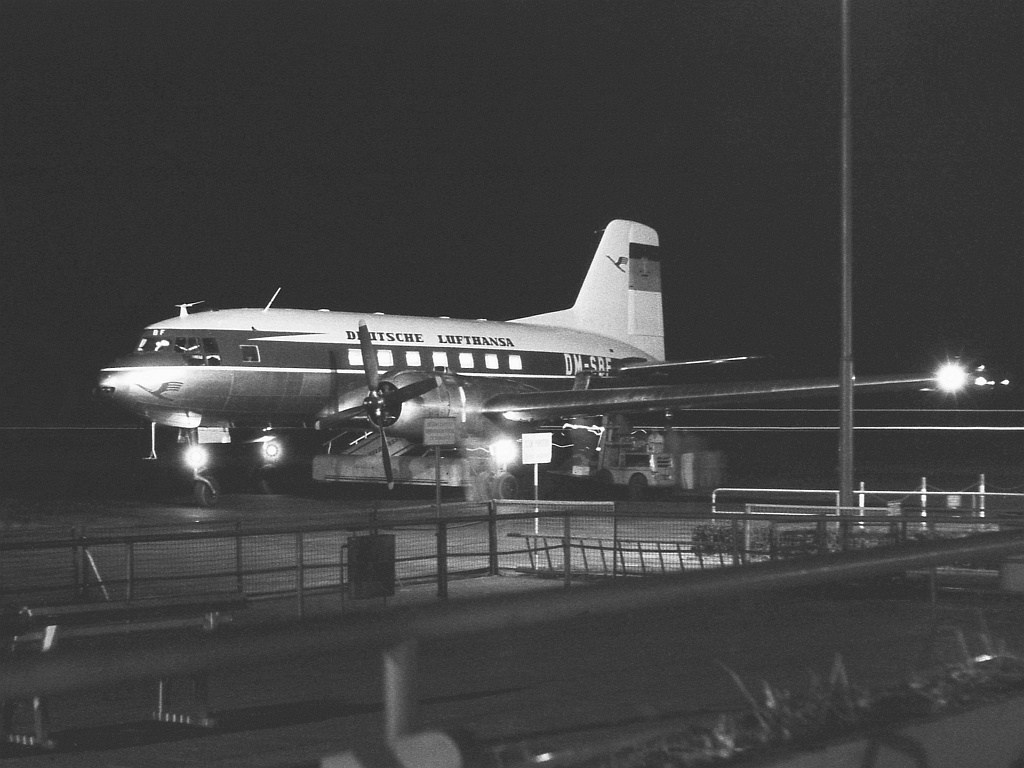
Eine Il-14 der Deutschen Lufthansa der DDR

Horst Schubert ist Co-Pilot einer Il-14 der Deutschen Lufthansa der DDR. Im Dienst ist er gewissenhaft und vorbildlich, privat jedoch ein Don Juan. Seine Zimmerwirtin weiß kaum, welche der vielen Herzensdamen sie zuerst empfangen, abwimmeln, vertrösten oder beschwindeln soll. Am Müggelsee lernt er die hübsche Ilse kennen und stellt sich ihr als Flugzeugkommandant bei der Deutschen Lufthansa vor. Sein Schwindel fliegt aber schnell auf, denn Ilse ist Stewardess der Besatzung eines Charterfluges nach Warna, der Schubert als neuer Co-Pilot zugeteilt wird.
In Warna wird Schubert vor Ilses Augen von dem empörten Schweizer Ehepaar Lussi erwartet, dessen Tochter Madelon nach einem Flirt mit Schubert spurlos verschwunden ist. Das löst fast eine internationale Verwicklung aus. Schubert kann die bulgarische Polizei von seiner Unschuld überzeugen, Ilse bleibt jedoch skeptisch. Als in Berlin  Ilse und Schubert die Schlagersängerin Rita über den Weg läuft, die Schubert ebenfalls gut zu kennen scheint, platzt Ilse der Kragen und sie beendet die Beziehung mit Schubert.
Schließlich klärt sich die Situation: Madelon Lussi schreibt Schubert einen Brief, dass sie ihn längst vergessen hat und mit einem Maler durchgebrannt ist, auch Rita erklärt Ilse, dass ihre Beziehung zu Schubert längst beendet ist. So werden Schubert und Ilse am Ende doch noch ein Paar.

## Produktion
Der Film wurde im Breitbildformat und in Schwarzweiß produziert. Die Gesangsstücke der Rolle von Brigitte Krause wurden von der Schlagersängerin Helga Brauer gesungen.
Der Film hatte am 26. Januar 1961 Premiere und lief einen Tag später in den Kinos an.

## Sonstiges
In mehreren Einstellungen werden Plakate und Kalender gezeigt, in denen angekündigt wird, dass die Lufthansa demnächst das moderne Strahlverkehrsflugzeug 152 einsetzen werde.

## Kritik
„Carl Andrießen und Lothar Creutz, die einzigen Sterne am sonst stockfinsteren Lustspielhimmel, haben wieder mal eine nette Fabel ausgekocht.“

„Die Liebesverwicklungen eines Fliegers der Deutschen Lufthansa. Nach alter Unterhaltungsfilmschablone gedreht und mit politischen Akzenten versehen. Künstlerisch kaum befriedigend.“